# 바르카 양조장
바르카 양조장(폴란드어: Browar Warka)은 폴란드의 맥주 양조장으로, 가장 오래된 양조장 중 하나다.

## 제품

### 바르카
바르카는 추출물 함량 12.5%, 알코올 5.2%를 함유한 하면 발효 라거 맥주다.